# Route touristique en Finlande

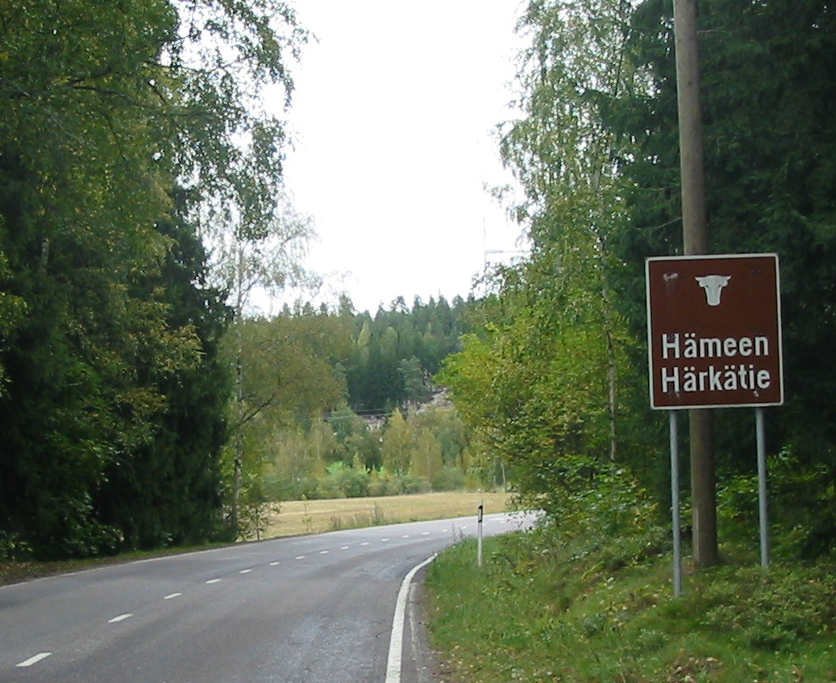
Panneau de la route des bœufs du Häme.

Une route touristique de Finlande (finnois : Suomen matkailutie) est selon l'Agence des infrastructures de transport de Finlande une route qui a un nombre exceptionnellement grand de destinations importantes pour les touristes par rapport à son importance générale pour le trafic,.

## Présentation
En Finlande, les routes touristiques officielles sont signalées par des panneaux de couleur marron avec les noms des routes et les symboles propres à la route touristique. 
La longueur totale des routes est de près de 4 000 kilomètres. 
Le long des routes touristiques, on trouve des hébergements, des sites culturels ou historiques, des restaurants et de superbes paysages.
En Finlande, les itinéraires touristiques portent généralement un nom. 
Par exemple, la Kuninkaantie est une ancienne route postale et la Hämeen Härkätie est une route médiévale entre le château de Turku et le château du Häme.

## Routes touristiques
Les routes touristiques finlandaises sont,:
- Route côtière d'Ostrobotnie
- Via Karelia
  - Route du poème et de la frontière 
  - Route des églises de Carélie
- Route bleue,
- Route culturelle de l'or vert
- Route de la nuit magique
- Route des bœufs du Häme
- Route périphérique de l'archipel
- Route royale
- Route des aurores boréales
- Route du goudron

## Galerie

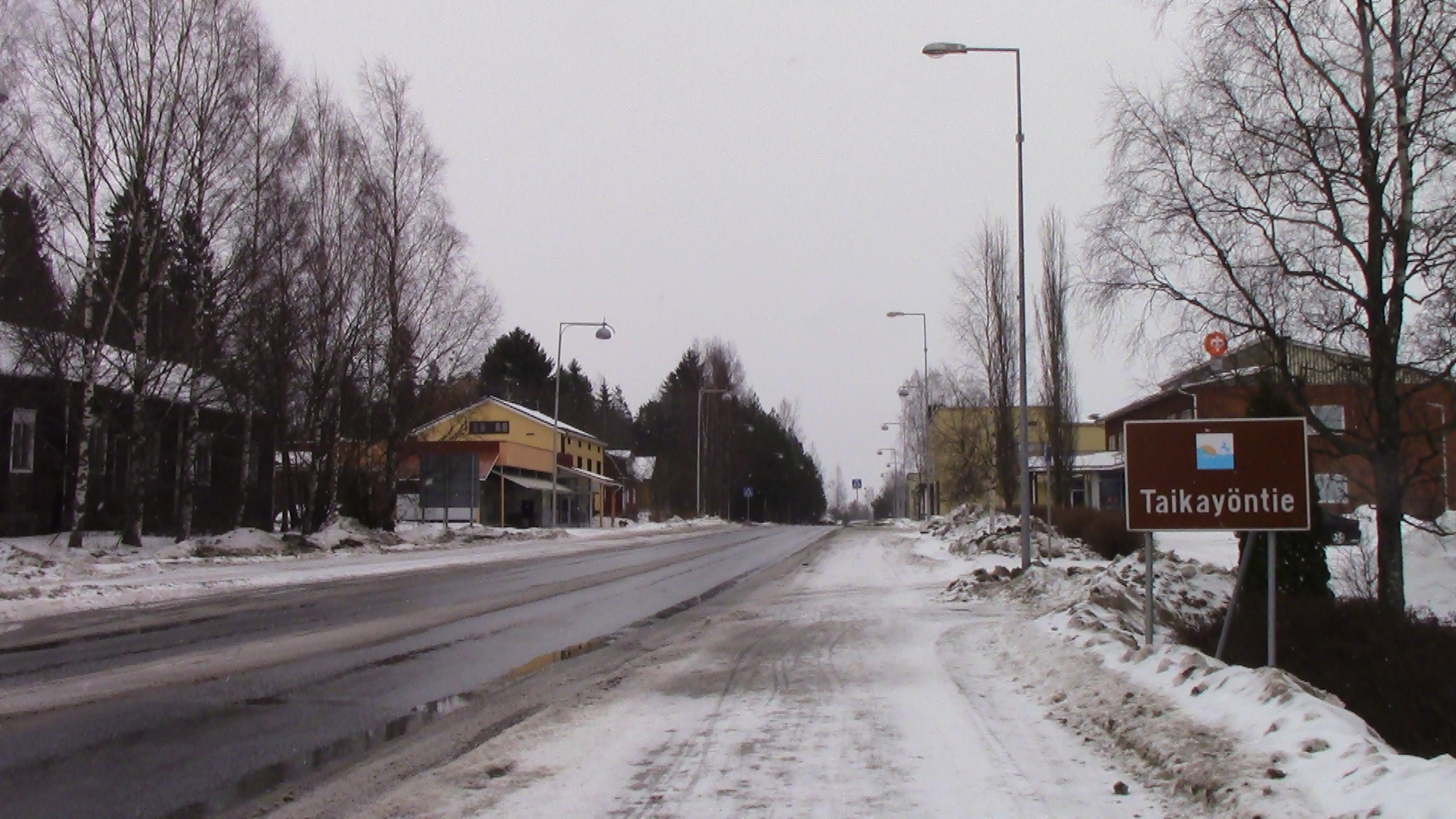
Route de la nuit magique à Punkalaidun.
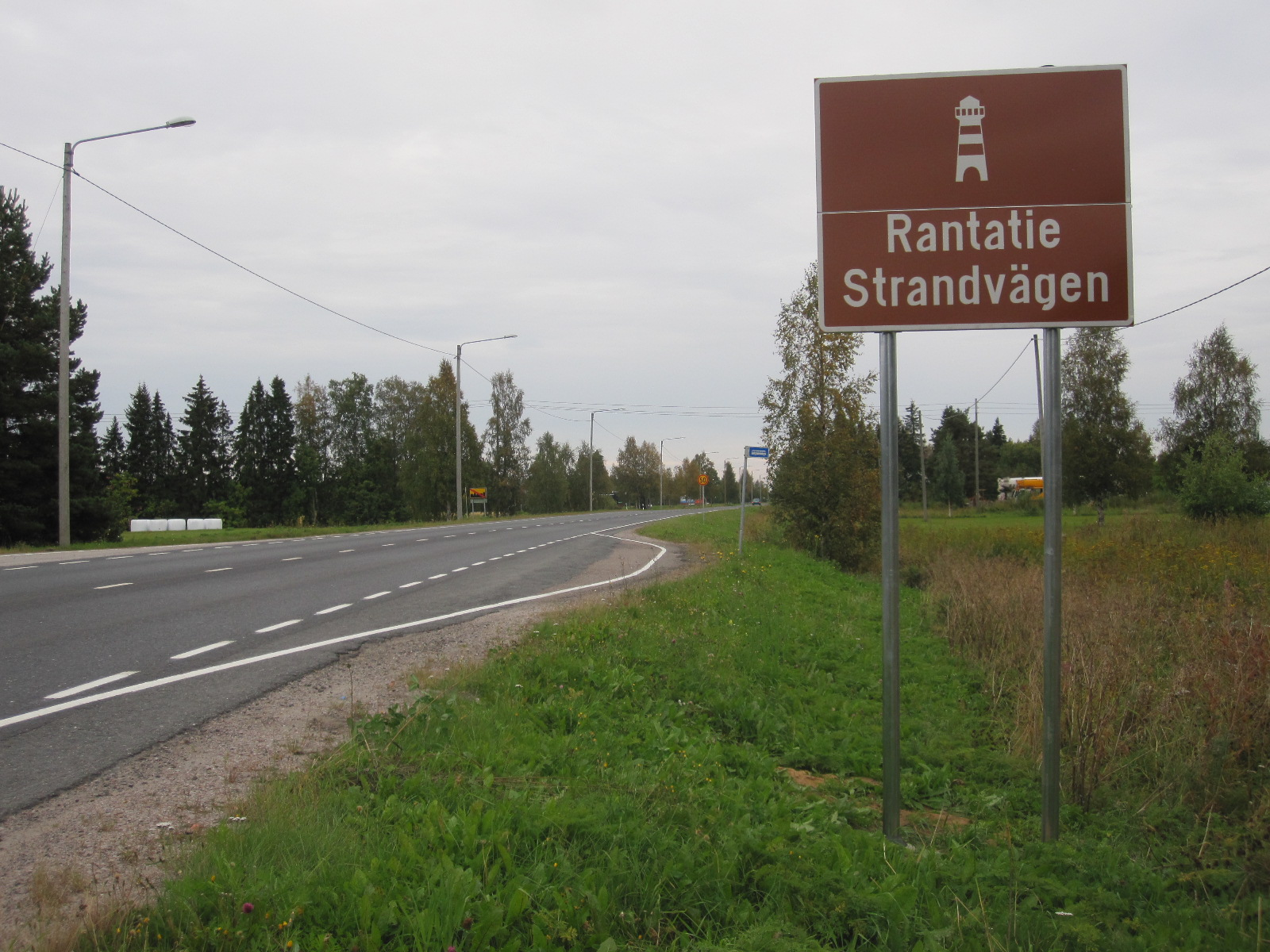
Panneau de la route royale.
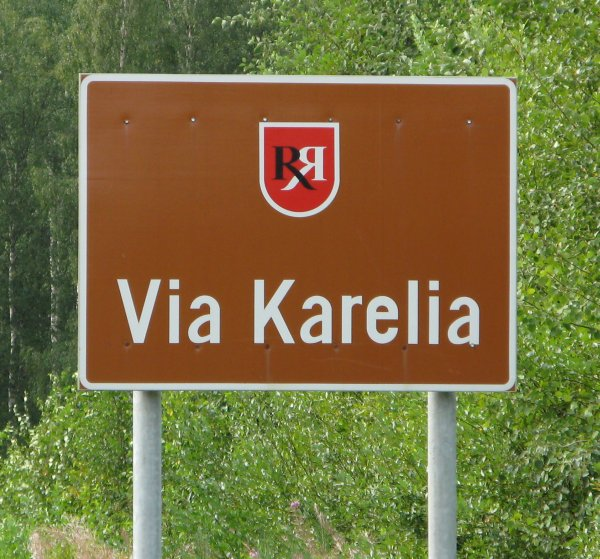
Panneau de la Via Karelia.